# Any Internacional de la Taula Periòdica dels Elements
La taula periòdica dels elements químics és una de les fites més significatives a la ciència, perquè captura l'essència no tan sols de la química, sinó també de la física i biologia.
Es pot considerar el 1869 com l'any de la descoberta del sistema periòdic per Dmitri Mendeléiev. El 2019 serà doncs el 150è aniversari de la taula periòdica, i per això va ser proclamat com l'Any Internacional de la Taula Periòdica dels Elements (AIPT2019, en anglès IYPT2019) per l'Assemblea de les Nacions Unides i la UNESCO.
La Societat Catalana de Química contribuirà a aquest Any Internacional amb diversos actes i activitats.